# Pierre Lucciana
Pierre Lucciana, detto Vattelapesca (Bastia, 28 maggio 1832 – Bastia, 2 gennaio 1909), è stato uno scrittore francese che scriveva in lingua còrsa.

## Biografia
Nato a Bastia nel 1832, Pierre Lucciana (Petru in lingua corsa), ha insegnato per trent'anni l'italiano e il tedesco in un liceo della sua città  di nascita.
Ha scritto oltre quaranta commedie in dialetto bastiese e numerose poesie, raccolte nel volume Versi italiani e corsi, pubblicato nel 1887. Nel 1904 ha fondato la prima società letteraria della Corsica, l'Accademia Cirnea, come dice egli stesso, «per difendere la lingua còrsa contro l'invasione d'ogni elemento straniero»; è stato anche principale redattore della rivista letteraria Cirno, redatta in còrso, pubblicata dal 1905 al 1908. È morto a Bastia nel 1909.

## Opere
- Wolfgang Goethe, Arminio e Dorotea: poema. Traduzione di Pietro Lucciana, Bastia, Fabiani, 1872
- P. Vattelapesca, Versi italiani e corsi, Bastia, E. Ollagnier, 1887
- U matrimoniu di Fiffina, 1888
- Dece anni dopu, 1889
- P. Vattelapesca, Cunversione: commediola in 2 atti, Bastia, E. Ollagnier, 18902
- P. Vattelapesca, E tribulazione d'u scio Filippu: commediola in 3 atti, Bastia, Ollagnier, 18912
- P. Vattelapesca, A civittola: cummedia in 5 atti, Bastia, Ollagnier, 18922